# Dvolom
Dvolom je pojava pri kojoj se zraka svjetlosti prolazeći kroz anizotropno sredstvo (kristale, osim kristala teseralnog sustava) lomi i razdvaja u dvije međusobno okomite linearno polarizirane zrake; nastaje zbog toga što je brzina širenja svjetlosti u anizotropnim tijelima različita u raznim smjerovima. Dvolom može nastati i u izotropnim sredstvima ako su izložena pritisku (dvolom deformacije) ili djelovanju električnoga polja (Kerrov učinak ili Kerrov efekt), odnosno magnetskoga polja (Cotton-Mouttonov, Voigtov, Majoranin učinak). Ako se kroz pločicu od islandskoga dvolomca (kalcit ili CaCO3) promatra na primjer neki tekst, slova će se vidjeti dvostruko. 
Svjetlost se ne vlada u svim anizotropnim tijelima jednako. Kod nekih se jedna od linearno polariziranih zraka širi kroz kristal u svim smjerovima jednakom brzinom, pa je zato i indeks loma te zrake uvijek isti, dok je brzina širenja druge linearno polarizirane zrake promjenljiva, već prema smjeru širenja, što znači da je i njezin indeks loma promjenljiva veličina. To su takozvani jednoosni kristali; prva je zraka redovita (ordinarna), a druga izvanredna (ekstraordinarna). Vrijednost dvoloma za jednoosni kristal određena je razlikom indeksa loma za izvanrednu i redovitu zraku:
{\displaystyle \Delta n=n_{e}-n_{o}\,}
Na primjer za islandski dvolomac no = 1,6584, ne = 1,4864, Δn = – 0,1720. 
Druga vrsta kristala razdvaja i lomi zrake svjetlosti u dvije izvanredne zrake, to jest brzina je širenja u oba slučaja ovisna o smjeru. U tim kristalima postoje dva smjera, u kojima je brzina širenja za obje izvanredne zrake ista, pa se zato takvi kristali nazivaju dvoosni kristali. Dvolom svjetlosti prvi je 1669. otkrio danski matematičar Erasmus Bartholinus (1625. – 1698.), a prvi ga je počeo proučavati C. Huygens.

## Dvolomac
Dvolomac ili islandski dvolomac je prozirni oblik minerala kalcita (CaCO3), nazvan tako jer se predmeti i slike promatrani kroza nj vide dvostruko. Upotrebljava se za izradbu Nicolovih prizama, s pomoću kojih se u polarizacijskim aparatima dobiva linearno polarizirana svjetlost. Glavna nalazišta dvolomca nalaze se na Islandu.
Stavimo li islandski dvolomac na slova u knjizi, vidjet ćemo ih dvostruko. Ta pojava, koja nastaje i kod nekih drugih prozirnih kristala, dolazi zbog toga što se zraka svjetlosti rastavlja u dva dijela prolazom kroz kristal. Obje lomljene zrake su polarizirane, i to u međusobno okomitim ravninama. Kod toga se zraka koja se vlada po zakonima loma zove redovita ili ordinarna os, a druga izvanredna ili ekstraordinarna e. Indeks loma izvanredne zrake ovisi o njezinom smjeru s obzirom na kristalne osi dvolomca, to jest izvanredna zraka lomi se u različitim smjerovima različito. Iz različitosti indeksa loma redovne i izvanredne zrake izlazi da se te dvije zrake u kristalu šire različitim brzinama. Za redovnu zraku je brzina svjetlosti uvijek ista bez obzira kojim smjerom ta zraka prolazi kroz kristal. Za izvanrednu zraku brzina svjetlosti nije konstantna, već ovisi o smjeru kojim se ta zraka širi kroz kristal. U kristalu postoji određeni smjer, u kome je brzina redovne zrake jednaka brzini izvanredne zrake. Taj se smjer zove optička os kristala.

### Nicolova prizma
Nicolova prizma je jedna od najpoznatijih naprava za stvaranje linearno polarizirane svjetlosti. Upotrebljava se kao polarizator i analizator. Sastoji se od dvaju komada kristala islandskoga dvolomca, zalijepljenih kanadskim balzamom u obliku romboedarske prizme. Nepolarizirana zraka svjetlosti koja padne na brid Nicolove prizme dvostruko se lomi te daje ordinarnu i ekstraordinarnu zraku. Za ordinarnu je zraku indeks loma islandskoga dvolomca 1,658, a za ekstraordinarnu 1,486. Indeks loma kanadskoga balzama za obje je zrake jednak, i to 1,53 (za žutu natrijevu svjetlost). Ordinarna zraka koja na spojnicu od kanadskoga balzama dolazi pod kutom većim od kritičnoga totalno se reflektira, a ekstraordinarna zraka prolazi gotovo nesmetano kroz prizmu. Rezultat je da je izlazna zraka potpuno polarizirana. Taj sustav prizmi konstruirao je škotski fizičar William Nicol (1768. – 1851.). Modifikacije Nicolove prizme upotrebljavaju se i za druge, posebne (specijalne) svrhe.

## Vanjske poveznice
|  | Zajednički poslužitelj ima još gradiva o temi Dvolom |